# 梁慬
梁慬（？—112年），字伯威，戈居（故城在今甘肃省宁县西南）人。东汉名将。
父亲梁讽是窦宪的部下。梁慬知兵法。早年擔任车骑将军邓鸿司马，延平元年（106年）任西域副校尉，率军往援西域都护任尚，兵馬未至，围已解。曾在龟兹城擊破西域联军，大获全胜。永初二年（108年）奉诏还至敦煌。
永初三年，有匈奴、乌桓、鲜卑合兵犯五原（今内蒙古包头市西北），朝廷以梁慬為度遼將軍，与车骑将军何熙、中郎将庞雄出击。永初五年被免職，下狱，不久羌人侵三辅（今陕西中部），拜梁慬为谒者，發兵往擊，至胡县，不幸病卒。《后汉书》中，班超与梁慬合为一传。

## 延伸阅读
[在维基数据编辑]
 《後漢書/卷47》，出自范晔《後漢書》